# أديسون براون
أديسون براون (Addison Brown) كان محامٍ وقاضٍ وعالم نبات أمريكيًا، ولد بواست نيوبوري (الولايات المتحدة) عام 1830 وتوفي عام 1913.
ولد في غرب نيوبري، ماساشوستس، أكمل تعليمه في كلية أمهيرست وكلية القانون بهارفارد، وتخرج في 1854. تم قبوله في نقابة المحامين في نيويورك في 1855، تمارس فيها بنجاح حتى 1881. عين
كقاضي للمنطقة الجنوبية لنيويورك، وأقام هناك حتى 1901. أحكامه القضائية، وعددها أكثر من
1800، حول الملاحة البحرية، وتسليم المجرمين، وانهيار البنوك، تم طباعتها في The Federal Reporter. 